# Dorfkirche Gartow

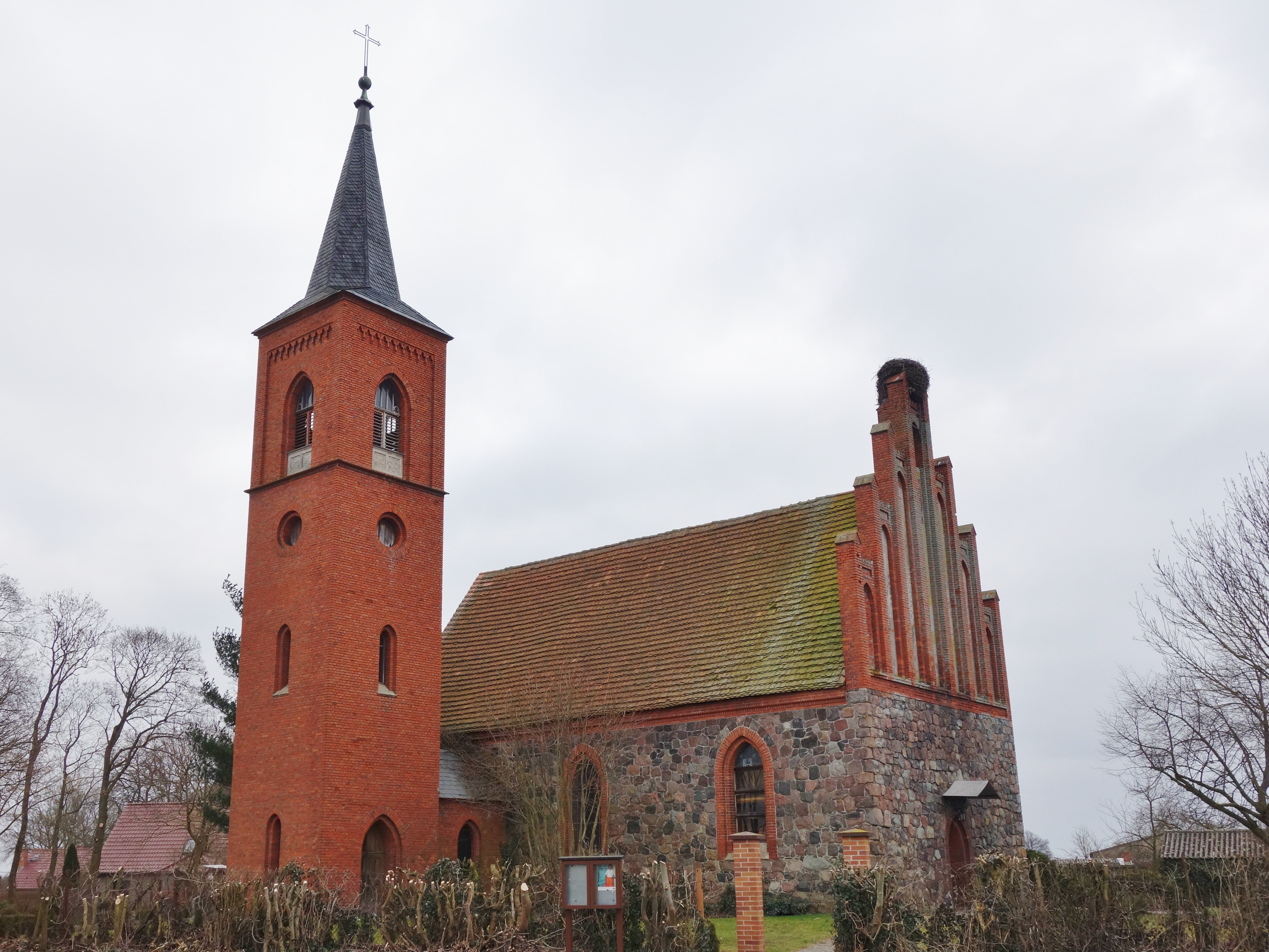
Dorfkirche Gartow

Die evangelische, denkmalgeschützte Dorfkirche Gartow steht in Gartow, einem Ortsteil der Gemeinde Wusterhausen/Dosse im Landkreis Ostprignitz-Ruppin (Brandenburg). Die Kirche gehört zum Pfarrsprengel Wusterhausen im Kirchenkreis Prignitz der Evangelischen Kirche Berlin-Brandenburg-schlesische Oberlausitz.

## Beschreibung
Die im Kern frühgotische Feldsteinkirche brannte 1864 ab. Die Ruine des Langhauses wurde bis 1868 in neugotischem Stil wieder aufgebaut und im Westen mit einem Staffelgiebel aus Backsteinen versehen, der mit Blenden verziert ist. Der abseits stehende neugotische Kirchturm aus Backsteinen, der mit einem achtseitigen, schiefergedeckten Knickhelm bedeckt ist, wurde ebenfalls bis 1868 errichtet und durch einen gedeckten Gang mit dem Langhaus verbunden. 
Die Orgel mit vier Registern, einem Manual und einem angehängten Pedal wurde um 1869 von den Gebrüdern Dinse gebaut.